# Schreiber (Ontario)
Schreiber to gmina (ang. township) w Kanadzie, w prowincji Ontario, w dystrykcie Thunder Bay.
Powierzchnia Schreiber to 36,79 km².
Według danych spisu powszechnego z roku 2006 Schreiber liczy 901 mieszkańców (39,36 os./km²).